# Cramant
Cramant is een gemeente in het Franse departement Marne (regio Grand Est) en telt 898 inwoners (2004). De plaats maakt deel uit van het arrondissement Épernay.

## Wijnbouw
De gemeente staat op de lijst van grand cru-gemeenten van de Champagne. Dat betekent dat alle druiven uit de wijngaarden binnen deze gemeente, ongeacht de bodem en de ligging, een "grand cru" champagne leveren. De druiven uit Cramant zijn vermaard om hun kwaliteit.
De op het oosten gerichte wijngaarden liggen op de krijtgrond van de "coteaux au Sud d'Épernay". Op deze kammen wordt vrijwel uitsluitend chardonnay verbouwd. Daarom wordt de krijtrug tussen Cramant, Avize, Oger en Le Mesnil-sur-Oger de Côte des Blancs genoemd.
De druiven uit Cramant produceren een champagne van bijzondere verfijning en de gemeente staat bekend als een van de beste terroirs van de Champagne. De champagne van Diebolt-Vallois wordt van chardonnay uit Cramant gemaakt.

## Geografie
De oppervlakte van Cramant bedraagt 5,4 km², de bevolkingsdichtheid is 166,3 inwoners per km².
De onderstaande kaart toont de ligging van Cramant met de belangrijkste infrastructuur en aangrenzende gemeenten.

## Demografie
Onderstaande figuur toont het verloop van het inwonertal (bron: INSEE-tellingen).

## Zustersteden
- Opwijk, België